# Jože Gerkman
Jože Gerkman, slovenski kanuist, * ?.
Gerkman je na svetovnih prvenstvih leta 1963 v Špitalu ob Dravi osvojil srebrno medaljo v disciplini C-2 ekipno, v ekipi so bili še Janez Andrejašič, Borut Justin, Milan Vidmar, Franc Žitnik in Leon Žitnik.